# Emilio Pellegrino
Emilio Pellegrino (Barcellona Pozzo di Gotto, 18 settembre 1958) è un ex arbitro di calcio italiano.

## Biografia
Promosso dalla Serie C nel 1992 su proposta dell'ex arbitro Luigi Agnolin, l'anno successivo debuttò in Serie A per decisione dell'allora designatore Paolo Casarin. Scatenò alcune polemiche il fatto che, pur essendo un arbitro professionista con 155 presenze in Serie A, all'inizio della sua carriera in C.A.N. D fosse stato assunto alla raffineria di Milazzo nella quota riservata agli invalidi civili: ciò per via di una gastroduodenite e colite spastica per il quale gli era stata riconosciuta un'invalidità al 35%.
Nel 1999, dopo la gara di campionato tra Perugia e Bari querelò l'allora presidente del club umbro, Luciano Gaucci, per le offese e le accuse rivoltegli; Pellegrino avrebbe poi ottenuto un indennizzo dallo stesso. Fece inoltre discutere il suo arbitraggio durante la semifinale di Coppa Italia 2003-2004 Inter-Juventus. Terminata l'esperienza in massima serie per raggiunti limiti d'età, Pellegrino venne assunto dal Messina, che all'epoca militava in Serie A, in qualità di team manager.